# Hryhorii Alchevsky
Hryhorii Alchevsky o Grigory Alchevski (1866, Járkov - 1920, Moscú) fue un compositor, cantante y maestro de piano ucraniano.
Sus padres fueron Oleksii Alchevsky y Khrystyna Alchevska, él un acaudalado banquero y ella una eminente pedagoga. Cuando se graduó del Conservatorio de Moscú, escribió varios libros de texto para vocalistas y en 1907, compuso la sinfonía Oleksiy Popovych, una pieza derivada de arreglos propios de la música folclórica de Ucrania y Rusia. Además elaboró diferentes obras para su hermana Khrystia Alchevska, Taras Shevchenko, Lesya Ukrainka e Iván Frankó.